# Direkt bevis
I matematik och logik är ett direkt bevis, en deduktion av ett påstående, som enbart bygger på teorins axiom, lemman och teorem utan att göra några ytterligare antaganden. För att direkt bevisa ett villkorligt påstående av formen "Om p, då q", räcker det med att beakta de situationer där påståendet p är sant. Logisk deduktion används för att resonera från antaganden till slutsats. Den typ av logik som används är nästan undantagslöst första ordningens logik, som använder kvantifierarna för alla och det finns. Vanliga bevisregler som används är modus ponens och universell instansiering.
Däremot kan ett indirekt bevis börja med vissa hypotetiska scenarier och sedan fortsätta för att eliminera osäkerheterna i vart och ett av dessa scenarier tills en oundviklig slutsats tvingas fram. Till exempel, istället för att direkt visa p ⇒ q bevisar man dess kontrapositiva ~ Q ⇒ ~Sid (man antar ~q och visar att det leder till ~ p ). Eftersom p ⇒ q och ~q ⇒ ~ p är ekvivalenta enligt principen om transponering (se lagen om utesluten mitten), är p ⇒ q indirekt bevisat. Bevismetoder som inte är direkta är bevis genom motsägelse, inklusive bevis genom oändlig härkomst. Direkta bevismetoder är bevis genom utmattning och bevis genom induktion. 

## Historik och etymologi
Ett direkt bevis är den enklaste form av bevis som finns. Ordet 'bevis' kommer från det latinska ordet probare, som betyder "att testa". Den tidigaste användningen av bevis var framträdande i rättsliga förfaranden. En person med auktoritet, till exempel en adelsman, sades ha hederlighet, vilket betyder att bevisen var av hans relativa auktoritet, vilket vägde tyngre än empiriska vittnesmål. Förr i tiden var matematik och bevis ofta sammanflätade med praktiska frågor – med befolkningar som egyptierna och grekerna som visade intresse för att undersöka landområden. Detta ledde till en naturlig nyfikenhet när det gäller geometri och trigonometri – särskilt trianglar och rektanglar. Det var de former som gav flest frågor när det gäller praktiska saker, så tidiga geometriska koncept fokuserades på dessa former, till exempel använde byggnader och pyramider dessa former i överflöd. En annan form som är avgörande i historien om direkt bevis är cirkeln, som var avgörande för utformningen av arenor och vattentankar. Detta innebar att forntida geometri (och Euklidisk geometri) diskuterade cirklar.
Den tidigaste formen av matematik var fenomenologisk. Till exempel, om någon kunde rita en rimlig bild, eller ge en övertygande beskrivning, så uppfyllde det alla kriterier för att något skulle kunna beskrivas som ett matematiskt "faktum". Ibland ägde analogiska argument rum, eller till och med genom att "åkalla gudarna". Idén om att matematiska påståenden kunde bevisas hade inte utvecklats ännu, så dessa var de tidigaste formerna av begreppet bevis, trots att de inte alls var faktiska bevis.
Bevis som vi känner det kom med en specifik fråga: "vad är ett bevis?" Traditionellt är ett bevis en plattform som övertygar någon bortom rimligt tvivel om att ett uttalande är matematiskt sant. Naturligtvis skulle man anta att det bästa sättet att bevisa sanningen om något sådant (B) skulle vara att göra en jämförelse med något tidigare (A) som redan har visat sig vara sant. Således skapades konceptet att härleda ett nytt resultat från ett gammalt resultat.

## Exempel

### Summan av två jämna heltal är lika med ett jämnt heltal
Betrakta två jämna heltal x och y. Eftersom de är jämna kan de skrivas som
{\displaystyle x=2a}
{\displaystyle y=2b}
för heltal a respektive b. Då kan summan skrivas som
{\displaystyle x+y=2a+2b=2(a+b)=2p} där {\displaystyle p=a+b}, a och b alla är heltal.
Det följer att x  +  y har 2 som faktor och därför är jämn, så summan av två jämna heltal är jämn.

### Pythagoras sats
Observera att vi har fyra rätvinkliga trianglar och en kvadrat packade i en stor kvadrat. Var och en av trianglarna har sidorna a och b och hypotenusan c. Arean av en kvadrat definieras som kvadraten på längden på dess sidor - i detta fall (a + b)2. Emellertid kan arean av den stora kvadraten också uttryckas som summan av arean av dess komponenter. I det här fallet skulle det vara summan av arean av de fyra trianglarna och den lilla kvadraten i mitten.
Vi vet att arean av den stora kvadraten är lika med (a + b)2.
Arean av en triangel är lika med {\displaystyle {\frac {1}{2}}ab.}.
Vi vet att arean av den stora kvadraten också är lika med summan av trianglarnas area plus arean av den lilla kvadraten, och därmed är arean av den stora kvadraten lika med {\displaystyle 4({\frac {1}{2}}ab)+c^{2}.}.
Dessa är lika, och så
{\displaystyle (a+b)^{2}=4({\frac {1}{2}}ab)+c^{2}.}
Efter lite förenklingar,
{\displaystyle a^{2}+2ab+b^{2}=2ab+c^{2}.}
Att ta bort ab som finns på båda sidor ger
{\displaystyle a^{2}+b^{2}=c^{2},}
som bevisar Pythagoras sats.

### Kvadraten på ett udda tal är också udda
Per definition, om n är ett udda heltal, kan det uttryckas som
{\displaystyle n=2k+1}
för något heltal k . Således
{\displaystyle {\begin{aligned}n^{2}&=(2k+1)^{2}\\&=(2k+1)(2k+1)\\&=4k^{2}+2k+2k+1\\&=4k^{2}+4k+1\\&=2(2k^{2}+2k)+1.\end{aligned}}}
eftersom 2k2+ 2k är ett heltal, är n2 också udda.